# Herb gminy Szczurowa
Herb gminy Szczurowa – symbol gminy Szczurowa, ustanowiony 11 marca 1997.

## Wygląd i symbolika
Herb przedstawia na tarczy w polu czerwonym dwa skrzyżowane złote pastorały (symbol posiadania Szczurowej przez biskupów krakowskich), po lewej stronie srebrną strzałę z czarnym orlim ogonem (godło z herbu Niesobia rodziny Kępińskich), a po prawej stronie srebrny topór ze złotą rękojeścią (herb Oksza rodziny Wątróbków). 